# Antton Tellería
Antton Telleria Lopetegi (Tolosa, 17 de septiembre de 1993) es un periodista, músico, presentador y humorista vasco.

## Carrera profesional
Es una de las caras visibles de EITB, tanto en radio como en televisión. Ha participado en los programas de Gaztea como Ze martxa! y Akabo Bakea, y hoy en día trabaja en el programa de radio Dida, junto a su hermano Julen  Telleria. En televisión, entre otras cosas, fue el presentador del programa Gure Kasa de ETB1, aquí junto a su hermano.
Como humorista, ha realizado varios monólogos en el programa Barre librea y presentó su primer espectáculo en marzo de 2021, llamado Nekatutak (Cansados).
A partir de 2022, presenta la nueva edición del clásico programa Mihiluze junto a Ilaski Serrano.

## Música
Además del trabajo en radio y televisión, Telleria tiene una gran pasión por la música. Después de estudiar percusión, es el batería del grupo de música Adi!. Además de eso, también toca en diferentes txarangas.